# Parecis-Springaffe
Der Parecis-Springaffe (Plecturocebus parecis) ist eine Primatenart aus der Unterfamilie der Springaffen innerhalb der Familie der Sakiaffen (Pitheciidae). Die Erstbeschreibung der in der Übergangszone zwischen Amazonasregenwald und der Cerrado-Savanne im südlichen Rondônia und im westlichen Mato Grosso vorkommenden Art wurde erst im Dezember 2019 veröffentlicht. Sie wurde nach der Chapada dos Parecis, einer Hochebene, von der ein Teil im Verbreitungsgebiet der Art liegt, benannt. Der Parecis-Springaffe bewohnt Terra-Firme-Wälder und Galeriewälder. Nachgewiesen wurde die Affenart bisher vom Unterlauf des Rio Aripuanã und vom Quellgebiet des Rio Jiparaná. Einen einzelnen Nachweis gibt es aus dem Nationalpark Juruena.

## Merkmale
Von anderen Springaffen unterscheidet sich der Parecis-Springaffe vor allem durch die Färbung. Die Grundfarbe der Affen ist
agutifarben (d. h. die Haare sind gebändert) dunkelgrau, der Rücken ist kastanienbraun. Backenbart, Unterarme, Hände und die Innenseiten von Armen und Beinen sind grau-weißlich. Die Spitze des Schwanzes ist weiß.
Die Schwesterart des Parecis-Springaffen ist der Dunkelgraue Springaffe (Plecturocebus cinerascens), dessen Verbreitungsgebiet südlich des Verbreitungsgebietes von P. parecis liegt. Diese Art unterscheidet sich vom Parecis-Springaffen durch ihre fast vollständig dunkelgraue Färbung. Auf dem Rücken geht die dunkelgraue Färbung etwas ins Bräunliche über.

## Gefährdung
Das Verbreitungsgebiet des Parecis-Springaffen liegt im “Arc of Deforestation”, dem Bogen der Entwaldung, das heißt in dem Abschnitt des Amazonasbeckens, der am stärksten von Entwaldung betroffen ist. Legt man die Kriterien der IUCN zugrunde, so muss die Art als potenziell gefährdet (Near Threatened) angesehen werden. Sie kommt im Nationalpark Juruena vor und genießt möglicherweise auch in einigen Staatsforsten und Reservaten für Indigene (Terras indígenas) einen gewissen Schutz. Dort ist jedoch eine beschränkte Nutzung der natürlichen Ressourcen erlaubt.

## Belege
1. 1 2 3 4  Almério Câmara Gusmão, Mariluce Rezende Messias, Jeferson Costa Carneiro, Horacio Schneider, Thiago Bento de Alencar, Armando Muniz Calouro, Júlio Cesar Dalponte, Fabio de Souza Mattos, Stephen F. Ferrari, Gerson Buss, Renata Bocorny de Azevedo, Eduardo Marques Santos Júnior, Stephen D. Nash, Anthony B. Rylands and Adrian A. Barnett: A New Species of Titi Monkey, Plecturocebus Byrne et al., 2016 (Primates, Pitheciidae), from Southwestern Amazonia, Brazil. Primate Conservation 33, 2019, S. 1–15